# هنريكي دياز دي كارفاليو
هنريكي دياز دي كارفاليو (بالبرتغالية: Henrique Dias de Carvalho‏) هو لاعب كرة قدم برازيلي في مركز الهجوم، ولد في 23 مايو 1984 في ساو باولو في البرازيل. لعب مع نادي بارانا ونادي بوتافوغو اس بي ونادي جوينفيل ونادي ساو كايتانو ونادي سي آر بي ونادي سيارا ونادي فيلا نوفا ونادي كوريتيبا ونادي ميراسول.

## وصلات خارجية
- هنريكي دياز دي كارفاليو على موقع دوري كوريا الجنوبية (الإنجليزية)
- هنريكي دياز دي كارفاليو على موقع قاعدة بيانات كرة القدم.إي يو (الإنجليزية)